# Hippopsis monachica
Hippopsis monachica là một loài bọ cánh cứng trong họ Cerambycidae.